# Roxboro (North Carolina)
Roxboro ist eine City in und Verwaltungssitz von Person County des US-Bundesstaates North Carolina. Das U.S. Census Bureau ermittelte bei der Volkszählung 2020 eine Einwohnerzahl von 8134.
Die Stadt liegt 48 km nördlich von Durham und ist Teil der Metropolregion Durham-Chapel Hill (Research Triangle).

## Geschichte
Roxboro ist nach einem Ort in Schottland, Roxburgh, benannt. Obwohl sie unterschiedlich geschrieben werden, werden sie gleich ausgesprochen. Vor der offiziellen Annahme des Namens Roxboro war die Gemeinde als Mocassin Gap bekannt. Die Stadt Roxboro wurde am 9. Januar 1855 gegründet und ist nach wie vor die einzige Gemeinde im Person County.

## Demografie
Nach der Schätzung von 2019 leben in Roxboro 14.320 Menschen. Die Bevölkerung teilte sich im selben Jahr auf in 40,5 % Weiße, 45,4 % Afroamerikaner, 1,3 % amerikanische Ureinwohner, 0,2 % Asiaten, 0,2 % Ozeanier und 4,1 % mit zwei oder mehr Ethnizitäten. Hispanics oder Latinos aller Ethnien machten 14,8 % der Bevölkerung aus. Das mittlere Haushaltseinkommen lag bei 31.427 US-Dollar und die Armutsquote bei 34,4 %.

## Bildung
Das Piedmont Community College befindet sich in Roxboro.

## Söhne und Töchter der Stadt
- Frank Kimbrough (1956–2020), Jazzmusiker